# Aleksandra Mańczak
Aleksandra Mańczak (ur. 14 lipca 1948 w Bydgoszczy) – polska artystka, autorka tkanin i instalacji, profesor na Akademii Sztuk Pięknych w Łodzi.

## Życiorys
Od 1969 do 1974 studiowała na Państwowej Wyższej Szkole Sztuk Plastycznych w Łodzi (Wydział Tkaniny). Dyplom uzyskała w Pracowni Tkaniny Unikatowej prof. Janiny Tworek-Pierzgalskiej. W 1983 została kierownikiem Pracowni Tkaniny Unikatowej, a w 1995 – profesorem tytularnym.
W latach 1987–2000 była doradcą amerykańskiego czasopisma „Leonardo” (pismo International Society for the Arts, Sciences and Technology). Od 1975 do początku XXI wieku realizowała swój cykl pejzażowy zatytułowany Faktury i struktury. W latach 80. XX wieku tworzyła gobeliny na bazie zdjęć. W latach 1986–1987 wykonała tzw. Ołtarze fotograficzne, a w latach 90. XX wieku robiła instalacje Arboretum, prezentowane m.in. w Elblągu (1991) i Orońsku (1997, 2000). Wzięła udział w Międzynarodowym Biennale FLEXIBLE (1993 oraz 1996: Niemcy, Holandia, Wielka Brytania i Polska). W 1995 stworzyła serię monumentalnych fotografii dokumentalnych nawiązujących do zagadnień ekologii. W 1998 wykonała serię Sfera bardzo intymna – nic na sprzedaż (kolaż, asamblaż). Z początkiem XXI wieku zainteresowała się tematyką obrazu cyfrowego i grafiką komputerową. Prace te wystawiała w Łodzi i Paryżu.
Od 2004 wykłada na Wyższej Szkole Sztuki i Projektowania w Łodzi.

## Zbiory
Jej dzieła pozostają w zbiorach m.in.:
- Muzeum Sztuki w Łodzi,
- Centralnego Muzeum Włókiennictwa w Łodzi,
- Instituto de Cultura w Morelia (Meksyk),
- Savaria Muzeum w Szombathely (Węgry),
- Riddoch Art Gallery w Mout Gambier (Australia),
- galerii ZABO w Norymberdze[3],
- Reiffeisenhof w Grazu (Austria),
- Muzeum Ziemi Lubuskiej w Zielonej Górze[2].